# Dimension Films
Dimension Films – amerykańska niezależna wytwórnia filmowa założona w 1992 roku przez braci Boba Weinsteina oraz Harveya Weinsteina. Jej siedziba znajduje się w Nowym Jorku. Studio filmowe należy do The Weinstein Company. Bracia Weinstein najczęściej współpracują ze swoją byłą wytwórnią, jaką jest Miramax Films.

## Historia
W 1993 roku bracia Weinsteinowie sprzedali swoją powstałą w 1979 roku wytwórnię Miramax Films firmie The Walt Disney Company (w 2010 roku odsprzedane dla pracowników). Dawni właściciele Miramaxu zgodzili się nadal nią kierować. W tym czasie coraz częściej dochodziło do sporów między nimi a ówczesnym szefem Walt Disney Company, Michaelem Eisnerem, przede wszystkim na tle finansowania kolejnych projektów Miramaxu. Aby uzyskać niezależne od Disneya źródło pieniędzy dla swojej działalności, w 1994 roku zaczęli produkować filmy zdecydowanie komercyjne, m.in. horrory. Nie chcąc psuć marki „Miramax” a tym samym „Disney”. były one oznaczane właśnie marką Dimension Films.
W latach 1994–2005 wytwórnia Dimension Films należała do The Walt Disney Company. Od 2005 roku wytwórnia stała się na powrót własnością braci Weinstein, czyli od czasu, gdy ostatecznie opuścili Miramax tworząc trzecie kolejne przedsiębiorstwo filmowe – The Weinstein Company.